# Capanemia carinata
Capanemia carinata är en orkidéart som beskrevs av João Barbosa Rodrigues. Capanemia carinata ingår i släktet Capanemia och familjen orkidéer. Inga underarter finns listade i Catalogue of Life.